# 中国国际航空129号班机空难

CA129班机座位图，有11名遇难者的座位因航行途中更换而未能确定

CA129班機座位圖，有11名遇難者的座位因航行途中更換而未能確定

中國國際航空公司129號班機空难，又稱“四一五空難”、“釜山空難”，發生於2002年4月15日11时21分，是從中國北京到韓國釜山的定期航線。當時使用波音767-2J6ER客機，機身編號為B-2552，機長是吳新祿，他和兩名最資淺的空服員在空難後生還。包括副机长侯向宁、高立杰以及其餘6名乘务员在内的129人罹难。该事故为涉及单架波音767第三多人死亡的空难，仅次于埃及航空990號班機空難（217人遇难）和勞達航空004號班機空難（223人遇难），是涉及波音767-200最严重的空难（不计九一一袭击事件），此韩国境內伤亡最惨重的紀錄保持了22年，直至2024年濟州航空2216號班機空難不幸發生為止。

## 肇事飛機
- 型號：波音767-2J6ER
- 註冊號：B-2552
- 測試註冊號：N60659
- 生產序列號/生產線號：23308/127
- 發動機：普惠JT9D-7R4E4[2]

這架波音767於1985年出廠，在事發前的飛行小時數為39,541小時，起降次數為14,308次。

## 機上人員
| 國家/地區      | 乘客 | 機組人員 | 總計 |
| -------------- | ---- | -------- | ---- |
| 中华人民共和国 | 19   | 11       | 30   |
|                | 135  | 0        | 135  |
|                | 1    | 0        | 1    |
| 總計           | 155  | 11       | 166  |

155名乘客中有135人來自韓國，19人來自中國，1人來自烏茲別克。其中多數乘客為赴中國旅遊的韓國旅行團成員。

## 事故經過
事發當日，註冊編號為B-2552的的波音767-200ER型客機執飛當日的國航129号航班。8時37分（北京時間），飛機從北京首都機場起飛。大約兩小時後飛抵韓國釜山金海国际机场，當時正下著微雨及有霧。11時16分（首爾時間）金海機場控制塔指示國航129號航班使用儀表著陸系統向36L跑道進場，再目視盤旋至18R跑道。在進場過程中，飛機錯失了跑道，並且飛離了盤旋保護空域。11時21分，飛機墜毀於機場附近的山上，首先是右翼撞擊樹木，緊接著整架飛機撞上地面，斷開數截並著火。機上只有37人生還，包括肇事的機長。其中一名韓國乘客在墜機后兩個小時內救出將近20名生還者。

## 事故調查

### 天气因素
金海机场在秋冬季节盛行北风，在夏季盛行南风。机场南部靠近大海，能见度常受海雾影响。在18R跑道北部的山区，盛行南风导致大量低空云雾的形成和降水概率的增加。在事故发生时，天气状况恶劣。韩国气象局的卫星图像显示：积雨云覆盖了釜山到日本的大面积区域，正缓慢向东移动，且金海机场南部的海域有较厚的云层。除了高达16节的阵风，搜救人员还报告了现场的浓雾和显著的降雨。

### 机场灯光
机长在接受调查中声称，在36L跑道进場时没有看到跑道的灯光。然而根据灯光自动控制系统的记录和金海机场塔台值班人员的陈述，近进灯光始终处于开启状态。

### 生还者陈述
根据生还者描述，事故没有预兆，在发生时伴随着飞机巨大的声响和震动；客舱中的行李滑落，座位被推向前方。所有的灯光在事故发生时都熄灭，使得机舱内漆黑一片。客舱内有使人难以呼吸的火焰和烟雾。在事故发生时，大多数乘客都失去了意识，有的乘客四肢被压在前方的座位下。坐在机舱右侧的一名男性乘务员声称曾被一些东西压住，他尝试打开舱门却无法找到手柄，最后从机舱内爬出并协助营救其他幸存者。在他们逃离后，事故现场发生多次爆炸，火焰直冲天空。一些韩国乘客称，机舱内的广播，包括出发前的安全须知，仅使用中文和英文播放，使得他们无法理解。

### 调查结果
调查员检查了机上的黑匣子，没有证据显示飞机有任何机械故障。
韓國的官方調查報告在2005年5月公佈。調查報告總結意外有以下成因：
1. 當129号班机的机组人员执行目视盘旋进場时，沒有注意該廣體航機（波音767-200ER）著陸的最低適合天氣。此外，在进场（着陆）简报中，機組人員並沒有包括一些中國國際航空的運作及訓練指引中要求的项目，如進場失敗的應對方式等。
2. 機組人員沒有適當分配驾驶舱工作，致使在目视盘旋进場轉往18R跑道的过程中分心并飞出保护区域（目视旋回进入时规定了不應飛出的空域，飛出后可能会撞到地表、建筑物或者侵入禁飞区等），使航機轉向的時間拖后，第三边距离过长。这与机长计划及时转弯的意图相悖。
3. 機組人員在目视盘旋进場的过程中，当不能目視發現18R的跑道时（因为飞出保护区后其实已经绕到山后，当然看不见跑道），並沒有立即复飞，導致航機撞到机场附近的山地。
4. 撞击发生约5秒前，当副機長建議機長复飞时，機長沒有回應，而副機長也沒有自行取消進場。

该航班155名乘客中有135名为韩国人，而客舱内沒有使用韩语播放安全须知。韩国调查机构建议国航在韩国航线上加入韩语播报。
中国民用航空总局對韩国的调查报告給出了28頁官方意見，其中指出：
1. 进場管制员在注意到该机第三边距离过长和低高度报告时提醒了塔台管制员，而塔台管制员未有回应。
2. 国航飞行员虽接受过盘旋进场的训练，但从未在模拟机上针对金海机场进行训练。
3. 金海机场管制员给出的指令及人工录制的自动终端情报服务在理解上给机组造成了困扰。
4. 金海机场因地形原因被韓國飞行安全机构定義為「A級特殊機場」，韓國機組人員須要經過特殊訓練方可在金海机场升降，但韓國並不對外公開此分類及要求，中国民用航空总局及国航在意外調查前並不知曉。
5. 当飞机从雷达消失并与塔台失去联系时，空中交通管理人员没有及时向救援机构通知，而是由当地居民告知消防人员。

## 事故之後

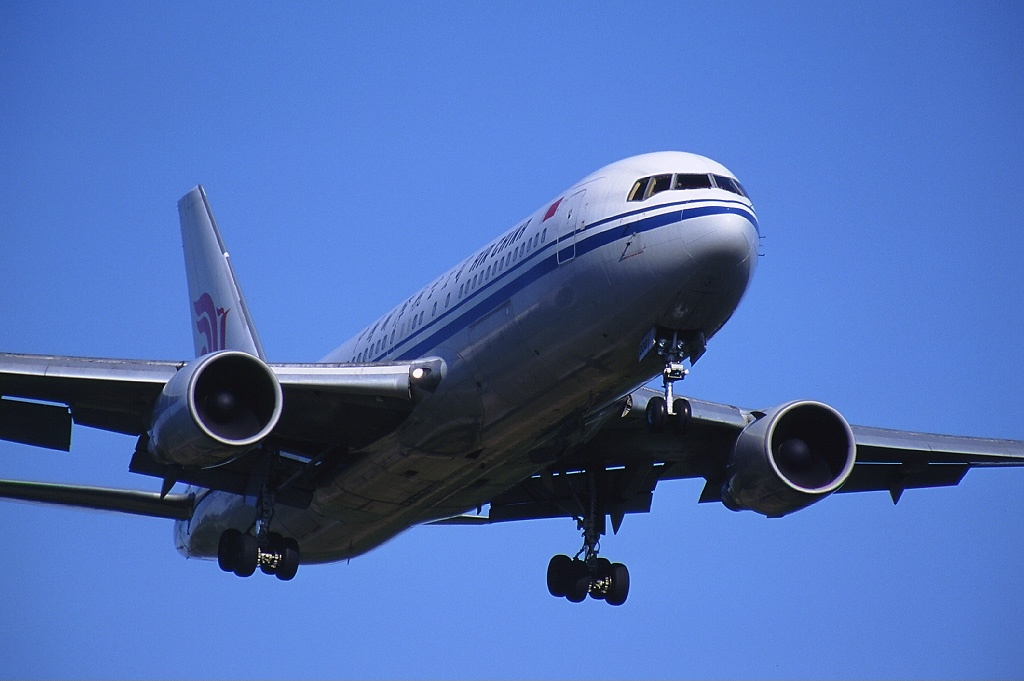
國航的另一架波音767（B-2553）後來也因事故報廢

- 意外之後，國航並沒有取消由北京至釜山的129航班編號。意外後兩天，國航用另一架波音767客機服務同一航班，雖然此航班因天氣惡劣而延誤了10小時多，但是載着106名乘客的班機仍然由北京安全抵達韓國。[來源請求]

- 國航服務此航班的客機已经更换为波音737-800型，但航班依然是129號。[10]

- 事發之後，一部分報導表示公眾對國航的信心並無明顯動搖。[11][12][13]而由於事發時正值2002年世界盃足球賽前夕，此次空難被認為對其後的世界杯有一定影響。[14][15]

- 事發五年後的2007年，國航另一架波音767-200ER（註冊號B-2553）執行北京至杜拜的CA941航班，乘客登機時飛機起落架意外收起，機頭觸地，因蒙皮嚴重受損提前報廢。[16]截至2008年，國航的波音767-200ER已全數退出運營。

## 相關節目
此次事件收錄在系列紀錄片《空中浩劫》第17季第3集中。但中国民用航空局没有出场，纪录片也大部分追究于机长，中国民用航空总局对韩国的调查报告给出的意见也没有出现在影片裡。

## 類似事故
- 大韓航空801號班機空難
- 河南航空8387号班机空难
- 十字航空3597号班机空难
- 加魯達航空152號班機空難
- 土耳其航空634號班機
- 2010年波兰空军图-154坠机事件
- 韓亞航空733號班機空難
- 美國航空965號班機空難
- 中国东方航空5443号班机事件

## 外部連結
- 韩国航空事故调查委员会（英语：Korea Aviation Accident Investigation Board）
  -  CA129 Final Report（页面存档备份，存于）
  - （英文） "CA129 Final Report." (Archive)
- Air China Passenger Manifest CA129 PEK-PUS (EN, KO) () - 中国国际航空